# Jeff Cardoni

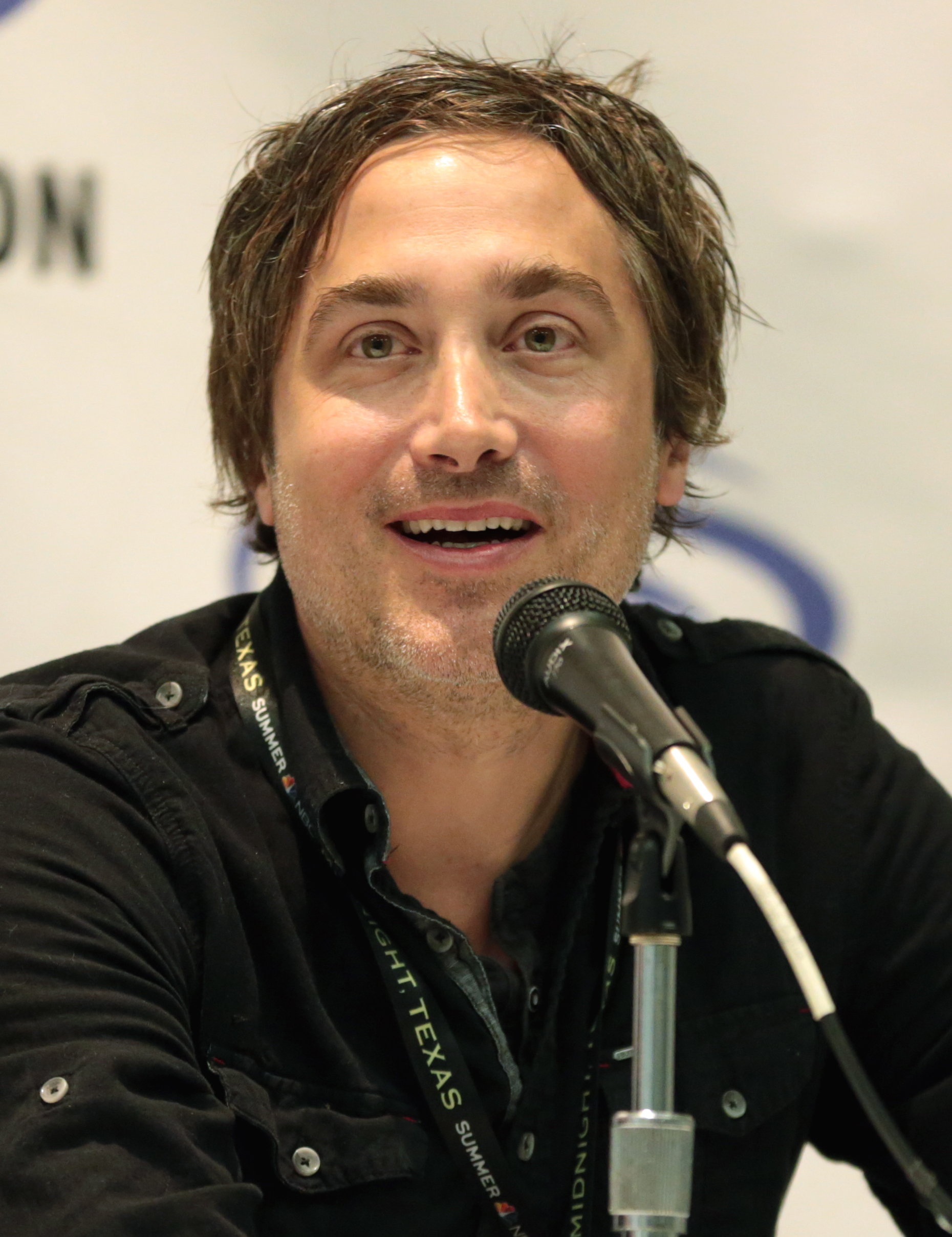
Jeff Cardoni (2017)

Jeffrey E. „Jeff“ Cardoni (* Januar 1970) ist ein US-amerikanischer Komponist, Songwriter und ehemaliger Musiker der Rockband „Alien Crime Syndicate“.

## Leben
Laut eigener Aussage war es die Star-Wars-Komposition von John Willams, welche Jeffrey E. Cardoni im Alter von 7 Jahren dazu inspirierte, mit dem Erlernen eines Instruments anzufangen. Allerdings orientierte sich Cardoni seinen Eltern zuliebe nicht auf die Musik, sondern absolvierte nach seinem Abschluss an der Coughlin High School erstmal von 1988 bis 1991 ein Studium der Ingenieurwissenschaften an der Pennsylvania State University. Aber nachdem er 10 Jahre lang Piano studierte, Schlagzeug und Gitarre erlernte, versuchte er es doch, Fuß in der Musikbranche zu fassen, sodass er wegen eines Engagements der Warner-Bros.-Band „Alien Crime Syndicate“ 1997 nach Los Angeles zog. Allerdings währte das Gastspiel als Leadgitarrist kurz, denn Cardoni konnte über Kontakte eines Bandmitglieds im Bereich der Filmkomposition anfangen, weswegen er neben seinem Studium an der UCLA bereits für Komponisten wie John Murphy und Christopher Tyng arbeitete.
Regelmäßig komponierte Cardoni anschließend ab dem neuen Jahrtausend für Filme wie Wild X-Mas, American Pie präsentiert: Nackte Tatsachen und Miss March. Außerdem wurde er für einzelne Projekte als Songwriter engagiert. So schrieb er für Filme wie Die Chaos-Clique auf Klassenfahrt, The Rocker – Voll der (S)Hit und Eurotrip immer wieder Songs. Auch für unterschiedliche Serien schrieb Cardoni einzelne Songs und komponierte unter anderem für Entourage, The Defenders und seit 2002 für die mehrfach ausgezeichnete Krimiserie CSI: Miami.

## Filmografie (Auswahl)

### Filme
- 1999: Santa’s Little Helper
- 2002: True Crime: Crimes of Passion
- 2003: April’s Shower
- 2003: Going Down
- 2003: Where the Red Fern Grows
- 2005: Wild X-Mas (Just Friends)
- 2006: American Pie präsentiert: Nackte Tatsachen (American Pie Presents: The Naked Mile)
- 2006: Bonneville
- 2007: American Pie präsentiert: Die College-Clique (American Pie Presents: Beta House)
- 2007: Eine für Alles (More of Me)
- 2007: Rexx, der Feuerwehrhund (Firehouse Dog)
- 2007: Save Me
- 2008: Beer for My Horses
- 2009: Miss March
- 2010: Jagdfieber 3 (Open Season 3)
- 2010: Secrets in the Walls (Fernsehfilm)
- 2011: You and I
- 2014: Step Up: All In
- 2016: Mike and Dave Need Wedding Dates
- 2016: School Survival – Die schlimmsten Jahre meines Lebens (Middle School: The Worst Years of My Life)
- 2017: Bad Kids of Crestview Academy
- 2017: Once Upon a Time in Venice
- 2017: The Female Brain
- 2018: Appgefahren – Alles ist möglich (Status Update)
- 2018: Furlough
- 2019: Sag’s nicht weiter, Liebling (Can You Keep a Secret?)

### Fernsehserien
- 2003–2012: CSI: Miami (143 Episoden)
- 2004: House of Clue (9 Episoden)
- 2005–2006: Entourage (3 Episoden)
- 2005–2008: 30 Days (13 Episoden)
- 2008: Miss Guided (7 Episoden)
- 2010–2011: The Defenders (18 Episoden)
- 2012–2014: Wilfred (36 Episoden)
- 2013–2014: The Michael J. Fox Show (11 Episoden)
- 2014: Married (10 Episoden)
- 2014: The Lottery (10 Episoden)
- 2014–2019: Silicon Valley (52 Episoden)
- 2015–2016: The Grinder – Immer im Recht (The Grinder, 22 Episoden)
- 2016: Cooper Barrett’s Guide to Surviving Life (13 Episoden)
- 2016–2019: Speechless (62 Episoden)
- 2017: Training Day (13 Episoden)
- 2017: Girlboss (13 Episoden)
- seit 2017: Young Sheldon
- 2018–2021: The Kominsky Method (22 Episoden)
- 2019–2020: Single Parents (22 Episoden)
- 2020: Deputy – Einsatz Los Angeles (Deputy, eine Episode)
- seit 2021: Ghosts
- seit 2021: American Auto
- 2022–2023: How I Met Your Father

## Auszeichnungen
ASCAP Film and Television Music Awards
- 2005: CSI: Miami
- 2006: CSI: Miami
- 2011: Undercover Boss